# Hilaira
Hilaira is een geslacht van spinnen uit de familie hangmatspinnen (Linyphiidae).

## Soorten
De volgende soorten zijn bij het geslacht ingedeeld:
- Hilaira asiatica Eskov, 1987
- Hilaira banini Marusik & Tanasevitch, 2003
- Hilaira canaliculata (Emerton, 1915)
- Hilaira dapaensis Wunderlich, 1983
- Hilaira devitata Eskov, 1987
- Hilaira excisa (O. P.-Cambridge, 1871)
- Hilaira gertschi Holm, 1960
- Hilaira gibbosa Tanasevitch, 1982
- Hilaira glacialis (Thorell, 1871)
- Hilaira herniosa (Thorell, 1875)
- Hilaira incondita (L. Koch, 1879)
- Hilaira jamalensis Eskov, 1981
- Hilaira marusiki Eskov, 1987
- Hilaira minuta Eskov, 1979
- Hilaira nivalis Holm, 1937
- Hilaira nubigena Hull, 1911
- Hilaira pelikena Eskov, 1987
- Hilaira pervicax Hull, 1908
- Hilaira proletaria (L. Koch, 1879)
- Hilaira sibirica Eskov, 1987
- Hilaira syrojeczkovskii Eskov, 1981
- Hilaira tuberculifera Sha & Zhu, 1995
- Hilaira vexatrix (O. P.-Cambridge, 1877)